# Liste der Kulturdenkmale im Landkreis Gotha

Aufteilung des Landkreises in einzelne Gemeinden

Wappen des Landkreises

Die Liste der Kulturdenkmale im Landkreis Gotha listet die Kulturdenkmale im Landkreis Gotha auf, sortiert nach den einzelnen Gemeinden. Die Angaben in den einzelnen Listen ersetzen nicht eine rechtsverbindliche Auskunft der zuständigen Denkmalschutzbehörde. Alle von der Behörde veröffentlichten Listen und sogar das Denkmalbuch selbst ist lediglich nachrichtlich. Das ist im ThürDSchG § 4 Absatz (1) festgelegt.

## Liste nach Gemeinde
| Gemeinde         | Lage | Liste |
| ---------------- | ---- | --- |
| Bad Tabarz       |      | Liste der Kulturdenkmale in Bad Tabarz Die Gemeinde gibt die Denkmalliste nicht weiter, auf Empfehlung des Landratsamtes, Untere Baubehörde.                 |
| Bienstädt        |      | Liste der Kulturdenkmale in Bienstädt |
| Dachwig          |      | Liste der Kulturdenkmale in der Verwaltungsgemeinschaft Fahner Höhe Die VG gibt die Liste nicht weiter, auf Empfehlung des Landratsamtes, Untere Baubehörde. |
| Döllstädt        |      | Liste der Kulturdenkmale in der Verwaltungsgemeinschaft Fahner Höhe Die VG gibt die Liste nicht weiter, auf Empfehlung des Landratsamtes, Untere Baubehörde. |
| Drei Gleichen    |      | Liste der Kulturdenkmale in Drei Gleichen (Gemeinde) |
| Emleben          |      | Liste der Kulturdenkmale in Emleben |
| Eschenbergen     |      | Liste der Kulturdenkmale in Eschenbergen |
| Friedrichroda    |      | Liste der Kulturdenkmale in Friedrichroda |
| Friemar          |      | Liste der Kulturdenkmale in Friemar |
| Georgenthal      |      | Liste der Kulturdenkmale in Georgenthal |
| Gierstädt        |      | Liste der Kulturdenkmale in der Verwaltungsgemeinschaft Fahner Höhe Die VG gibt die Liste nicht weiter, auf Empfehlung des Landratsamtes, Untere Baubehörde. |
| Gotha            |      | Liste der Kulturdenkmale in Gotha |
| Großfahner       |      | Liste der Kulturdenkmale in der Verwaltungsgemeinschaft Fahner Höhe Die VG gibt die Liste nicht weiter, auf Empfehlung des Landratsamtes, Untere Baubehörde. |
| Hörsel           |      | Liste der Kulturdenkmale in Hörsel |
| Luisenthal       |      | Liste der Kulturdenkmale in Luisenthal |
| Molschleben      |      | Liste der Kulturdenkmale in Molschleben |
| Nesse-Apfelstädt |      | Liste der Kulturdenkmale in Nesse-Apfelstädt |
| Nessetal         |      | Liste der Kulturdenkmale in Nessetal |
| Nottleben        |      | Liste der Kulturdenkmale in Nottleben |
| Ohrdruf          |      | Liste der Kulturdenkmale in Ohrdruf |
| Pferdingsleben   |      | Liste der Kulturdenkmale in Pferdingsleben |
| Schwabhausen     |      | Liste der Kulturdenkmale in Schwabhausen (Thüringen) |
| Sonneborn        |      | Liste der Kulturdenkmale in Sonneborn (Thüringen) |
| Tambach-Dietharz |      | Liste der Kulturdenkmale in Tambach-Dietharz |
| Tonna            |      | Liste der Kulturdenkmale in der Verwaltungsgemeinschaft Fahner Höhe Die VG gibt die Liste nicht weiter, auf Empfehlung des Landratsamtes, Untere Baubehörde. |
| Tröchtelborn     |      | Liste der Kulturdenkmale in Tröchtelborn |
| Tüttleben        |      | Liste der Kulturdenkmale in Tüttleben |
| Waltershausen    |      | Liste der Kulturdenkmale in Waltershausen |
| Zimmernsupra     |      | Liste der Kulturdenkmale in Zimmernsupra |